# Mijani
Mijani (Servisch cyrillisch Мијани) is een plaats in de Servische gemeente Prijepolje. De plaats telt 25 inwoners (2002).